# 緑色交通運動
緑色交通運動（りょくしょくこうつううんどう）は、「人と地球環境のための交通」を実現することを目的に活動している韓国の環境運動団体、交通権運動団体である。理事長は申弼均（シン・ピルキュン、신필균）

## 目的
1992年9月、運輸労働者の活動家が中心となって設立された「交通環境研究所」を前身として、1993年3月28日に設立された。
1. 交通弱者の交通権確保
2. 大衆交通（電車、路線バスなど）の改善
3. 自転車利用の促進
4. 交通事故遺児の救済
5. 環境に優しい、持続可能な交通体系の整備

出典：緑色交通運動ホームページの녹색교통운동 소개（緑色交通運動紹介）より。尚、2番目の大衆交通とは、韓国における公共交通の呼称である。

## 活動
- 歩行環境実態調査及び改善事業
- 歩行圏中心の交通安全関連法改正案の準備
- 横断歩道設置運動
- 高速道路交通事故ゼロ運動
- 渋滞から生活道路を確保するための運動
- 交通安全キャンペーンを通じた生命尊重の交通文化実現
- 交通文化指数の開発
- 障害者の交通実態に関する調査及び研究活動
- 障害物のない社会を作るための運動
- 障害者及び及び老人・社会的弱者の交通に対する政策提案
- 大気汚染測定運動
- 大衆交通改善のためのバス改革市民会議活動
- 地下鉄・バスサービス実態及び運行間隔調査
- タクシーの改善のための活動
- 地球の日、自転車キャンペーン
- 地域別自転車利用環境調査及びキャンペーン活動
- 自転車で訪ねる生態紀行
- 交通事故遺児奨学事業及び社会活動
- 教育プログラム運営

在日韓国人権協議会編『韓国NGO100データブック』（みずのさわ出版）28頁「緑色交通運動」より